# Panienki z Rochefort
Panienki z Rochefort (fr. Les demoiselles de Rochefort) – francuski musical z 1967 r. W 1996 r. dokonano rekonstrukcji filmu pod kierownictwem Agnès Vardy.

## Główne role
- Catherine Deneuve – Delphine Garnier
- George Chakiris – Etienne
- Françoise Dorléac – Solange Garnier
- Jacques Perrin – Maxence
- Michel Piccoli – Simon Dame
- Jacques Riberolles – Guillaume Lancien
- Grover Dale – Bill
- Geneviève Thénier – Josette
- Henri Crémieux – Subtil Dutrouz
- Pamela Hart – Judith
- Leslie North – Esther
- Patrick Jeantet – Boubou Garnier
- Gene Kelly – Andy Miller
- Danielle Darrieux – Yvonne Garnier
- René Bazart – Pépé
- Dorothée Blank – Passerby

## Fabuła
Delphine i Solange są siostrami mieszkającymi w Rochefort. Delphine uczy tańca, Solange komponuje i uczy gry na fortepianie. Maxence jest poetą i malarzem, teraz służy w wojsku. Simon jest właścicielem sklepu muzycznego, miesiąc temu wyjechał z Paryża, gdzie zakochał się 10 lat wcześniej. Cała ta grupka szuka miłości, ale nie wiedzą, że ich idealne połówki są bardzo blisko.

## Nominacja
Oscary za rok 1968
- Najlepsza muzyka w musicalu – Jacques Demy, Michel Legrand (nominacja).